# Melby Sogn (Nordfyns Kommune)
Melby Sogn ist eine Kirchspielsgemeinde (dän.: Sogn)
auf der Insel Fyn (dt.: Fünen)
im südlichen Dänemark. Bis 1970 gehörte sie zur Harde Skovby Herred im damaligen Odense Amt, danach zur Søndersø Kommune im Fyns Amt, die im Zuge der Kommunalreform zum 1. Januar 2007 in der Nordfyns Kommune in der Region Syddanmark aufgegangen ist.
Im Kirchspiel leben 194 Einwohner (Stand: 1. Januar 2023). Im Kirchspiel liegt die Kirche „Melby Kirke“.
Nachbargemeinden sind im Nordwesten Nørre Sandager Sogn, im Nordosten Grindløse Sogn, im Osten Skamby Sogn, im Südwesten Særslev Sogn und im Westen Ejlby Sogn.